# La Chapelle-d'Angillon
 La Chapelle-d'Angillon  es una población y comuna francesa, situada en la región de  Centro, departamento de Cher, en el distrito de Vierzon. Es el chef-lieu del cantón de La Chapelle-d'Angillon, aunque Ivoy-le-Pré la supera en población.

## Demografía
| 686 | 727 | 744 | 756 | 687 | 667 |
| Para los censos de 1962 a 1999 la población legal corresponde a la población sin duplicidades (Fuente: INSEE [Consultar]) |     |     |     |     |     |

En este pueblo nació el célebre escritor Alain-Fournier, autor de "El gran Meaulnes".